# Kanton Fontaine-le-Dun
Der Kanton Fontaine-le-Dun war bis 2015 ein französischer Wahlkreis im Arrondissement Dieppe, im Département Seine-Maritime und in der Region Haute-Normandie; sein Hauptort war Fontaine-le-Dun. Vertreterin im Generalrat des Départements war zuletzt von 2004 bis 2015 Dominique Chauvel (PS). 
Der Kanton Fontaine-le-Dun war 87,36 km² groß und hatte (2006) 4.792 Einwohner, was einer Bevölkerungsdichte von 55 Einwohnern pro km² entsprach. Er lag im Mittel auf 68 Meter über dem Meeresspiegel, zwischen 0 m in Saint-Aubin-sur-Mer und 128 m in Anglesqueville-la-Bras-Long. 

## Gemeinden
Der Kanton bestand aus 16 Gemeinden:
| Gemeinde                    | Einwohner Jahr | Fläche km² | Bevölkerungsdichte | Code INSEE | Postleitzahl |
| --------------------------- | -------------- | ---------- | ------------------ | ---------- | ------------ |
| Angiens                     | 543 (2013)     | –          | – Einw./km²        | 76015      | 76740        |
| Anglesqueville-la-Bras-Long | 117 (2013)     | –          | – Einw./km²        | 76016      | 76740        |
| Autigny                     | 305 (2013)     | –          | – Einw./km²        | 76040      | 76740        |
| Bourville                   | 299 (2013)     | –          | – Einw./km²        | 76134      | 76740        |
| Brametot                    | 171 (2013)     | –          | – Einw./km²        | 76140      | 76740        |
| La Chapelle-sur-Dun         | 181 (2013)     | –          | – Einw./km²        | 76172      | 76740        |
| Crasville-la-Rocquefort     | 219 (2013)     | –          | – Einw./km²        | 76190      | 76740        |
| Ermenouville                | 144 (2013)     | –          | – Einw./km²        | 76241      | 76740        |
| Fontaine-le-Dun             | 855 (2013)     | –          | – Einw./km²        | 76272      | 76740        |
| La Gaillarde                | 392 (2013)     | –          | – Einw./km²        | 76294      | 76740        |
| Héberville                  | 106 (2013)     | –          | – Einw./km²        | 76353      | 76740        |
| Houdetot                    | 165 (2013)     | –          | – Einw./km²        | 76365      | 76740        |
| Saint-Aubin-sur-Mer         | 216 (2013)     | –          | – Einw./km²        | 76564      | 76740        |
| Saint-Pierre-le-Vieux       | 196 (2013)     | –          | – Einw./km²        | 76641      | 76740        |
| Saint-Pierre-le-Viger       | 259 (2013)     | –          | – Einw./km²        | 76642      | 76740        |
| Sotteville-sur-Mer          | 361 (2013)     | –          | – Einw./km²        | 76683      | 76740        |

## Bevölkerungsentwicklung
| 1968  | 1975  | 1982  | 1990  | 1999  | 2006  |
| ----- | ----- | ----- | ----- | ----- | ----- |
| 4.868 | 4.547 | 4.556 | 4.753 | 4.888 | 4.792 |